# Italia en los Juegos Olímpicos de Montreal 1976
Italia estuvo representada en los Juegos Olímpicos de Montreal 1976 por un total de 210 deportistas que compitieron en 20 deportes.  
El portador de la bandera en la ceremonia de apertura fue el saltador Klaus Dibiasi.

## Medallistas
El equipo olímpico italiano obtuvo las siguientes medallas:
| Nombre                                                                                       | Deporte          | Competición                    |
| -------------------------------------------------------------------------------------------- | ---------------- | ------------------------------ |
| Oro                                                                                          |                  |                                |
| Fabio Dal Zotto                                                                              | Esgrima          | Florete ind. M                 |
| Klaus Dibiasi                                                                                | Saltos           | Plataforma 10 m M              |
| Plata                                                                                        |                  |                                |
| Sara Simeoni                                                                                 | Atletismo        | Salto de altura F              |
| Giuseppe Martinelli                                                                          | Ciclismo en ruta | Ruta ind. M                    |
| Fabio Dal Zotto Giovanni Battista Coletti Attilio Calatroni Stefano Simoncelli Carlo Montano | Esgrima          | Florete por eqs. M             |
| Mario Tullio Montano Tommaso Montano Angelo Arcidiacono Michele Maffei Mario Aldo Montano    | Esgrima          | Sable por eqs. M               |
| Maria Consolata Collino                                                                      | Esgrima          | Florete ind. F                 |
| Giorgio Cagnotto                                                                             | Saltos           | Trampolín 3 m M                |
| Equipo                                                                                       | Waterpolo        | Torneo M                       |
| Bronce                                                                                       |                  |                                |
| Felice Mariani                                                                               | Judo             | –63 kg M                       |
| Roberto Ferraris                                                                             | Tiro             | Pistola rápida de fuego 25 m M |
| Ubaldesco Baldi                                                                              | Tiro             | Foso M                         |
| Giancarlo Ferrari                                                                            | Tiro con arco    | Individual M                   |